# Emilio Pellegrini
Emilio Pellegrini Ripamonti (Santiago) es un ingeniero y empresario chileno, expresidente del directorio de la compañía eléctrica Colbún, una de las mayores generadoras del país andino.

## Primeros años de vida
Nacido como el segundo de los ocho hijos que tuvo el empresario del sector de la construcción Emilio Pellegrini Portales con Silvia Ripamonti Barros, entre sus hermanos se cuenta Manuel, defensor del club de fútbol Universidad de Chile entre 1973 y 1986, y entrenador del primer equipo del Real Madrid de España en 2009-2010, entre otras tiendas.
Se formó en el Saint George's College y en el Colegio de los Sagrados Corazones de Manquehue, entidades ambas ubicadas en la capital del país. Tras ello se titularía como ingeniero civil industrial en la Universidad de Chile.

### Vida pública
En 1978 se incorporó como gerente de finanzas a Puerto Lirquén, cargo que mantuvo hasta el año 1980, cuando asumió la gerencia general del holding Minera Valparaíso, vinculado a la familia Matte. En ella le tocó participar en el proceso de expansión de la firma en el negocio eléctrico, llegando a suministrar energía a clientes de la talla de Codelco-Chile, Cemento Melón, y Disputada de las Condes.
Su experiencia en el sector eléctrico lo llevó a ser nominado director por las AFP en Endesa Chile y Transelec. Ejerció luego como director de Colbún, durante 14 años, de la que llegó a ser nombrado presidente en dos ocasiones: la primera entre 1997 y 1999 y la segunda entre 2002 y 2006. Durante el primer periodo le tocó encarar la crisis energética derivada de la grave sequía de 1998-1999, la cual obligó a la autoridad a programar cortes del suministro en vastas zonas del país.
En 2011 dejó tanto la presidencia tanto de Minera Valparaíso como de Puerto Lirquén. Esta última responsabilidad la había ocupado ininterrumpidamente desde 1998.